# Le Violoneux
Personnages
- Père Mathieu, baryton
- Pierre, ténor
- Reinette, soprano

Le Violoneux est une opérette (« légende bretonne ») en un acte de Jacques Offenbach, sur un livret en français d'Eugène Mestépès et Émile Chevalet.
L'œuvre est créée le 31 août 1855, aux Bouffes-Parisiens, salle Marigny. La première est un véritable triomphe, ce qui permet à la carrière d'Hortense Schneider, dont ce sont les débuts (elle a été présentée à Offenbach peu de temps avant par Jean Berthelier, avec qui elle a une liaison), de prendre un envol rapide.
Le Violoneux est donné par la suite au Théâtre-Italien devant l'Empereur en 1860 (avec Orphée aux Enfers et Le musicien de l'avenir), à Vienne en 1861 (avec le Mariage aux lanternes), en 1880 au Théâtre des Variétés, et en 1901 à l'Opéra-Comique.

## Distribution de la création[6]
| Rôles                              | Voix    | Création, le 31 août 1855 Direction par l'auteur |
| ---------------------------------- | ------- | ------------------------------------------------ |
| Père Mathieu, violoneux du village | Baryton | Joseph Darcier                                   |
| Pierre, sabotier                   | Ténor   | Jean Berthelier                                  |
| Reinette, filleule du Père Mathieu | Soprano | Hortense Schneider                               |

## Argument
L’action se tient sur la place d’un village de Bretagne.
Pierre, le sabotier, a été conscrit et doit partir à l’armée. Terrifié par cette idée, il n’a pas les 2 000 francs nécessaires pour payer un remplaçant. Il les demande à son oncle, qui refuse et l’envoie préparer ses valises. Reinette, sa fiancée, lui propose alors de demander à son parrain, le Père Mathieu, le violoneux du village. Pierre refuse, car il pense que le musicien est un sorcier et que son instrument est maudit. Le Père Mathieu a reçu le violon en héritage de son père, avec l’ordre mystérieux de briser l’instrument s’il se trouvait en situation d’urgence.
Alors que Pierre s’en va, le Père Mathieu entre en scène, en route pour jouer aux noces d’une demoiselle d’un château voisin. Avant de se retirer, Pierre reste fasciné par la ronde que joue Mathieu sur le chemin du bal.
Reinette reste avec son parrain, et lui déclare que si Pierre s’en va, elle se fera cantinière pour le suivre. Le Père Mathieu, qui ne peut accepter cette idée, lui dit alors qu’il a une idée pour réunir les 2 000 francs, et confie son violon à sa filleule pendant qu’il part mettre cette idée à exécution. Pierre revient alors sur scène et, voyant Reinette caresser l’instrument qu’il pense maudit, le fracasse au sol dans un accès de colère.
Le Père Mathieu revient avec les 2 000 francs qu’il avait promis à Reinette, mais est désespéré quand il aperçoit son violon détruit. Des morceaux de ce dernier s’échappe alors une lettre, écrite par le père de Reinette, qui atteste que Mathieu est le propriétaire légitime du château de Kerdrel. Mais le Père Mathieu préfère rester un pauvre violoneux et déchire la lettre lui apportant la fortune. Comme promis, il donne les 2 000 francs à Pierre pour qu’il paye un remplaçant et qu’il épouse Reinette. Penaud et reconnaissant, Pierre promet de réparer l’instrument.

## Numéros musicaux
- Ouverture
- Couplets « Conscrit ! conscrit ! »
- Mélodrame
- Couplets et duo « J’sais bien que c’n'est pas l’usage »
- Ronde « Le violoneux du village »
- Duo « Le clairon sonne à la parade »
- Duo « Que vois-je ici »
- Couplets « Je t’apporte la délivrance »
- Mélodrame et final « Tout petit dans le village »